# Hasta Utanásana

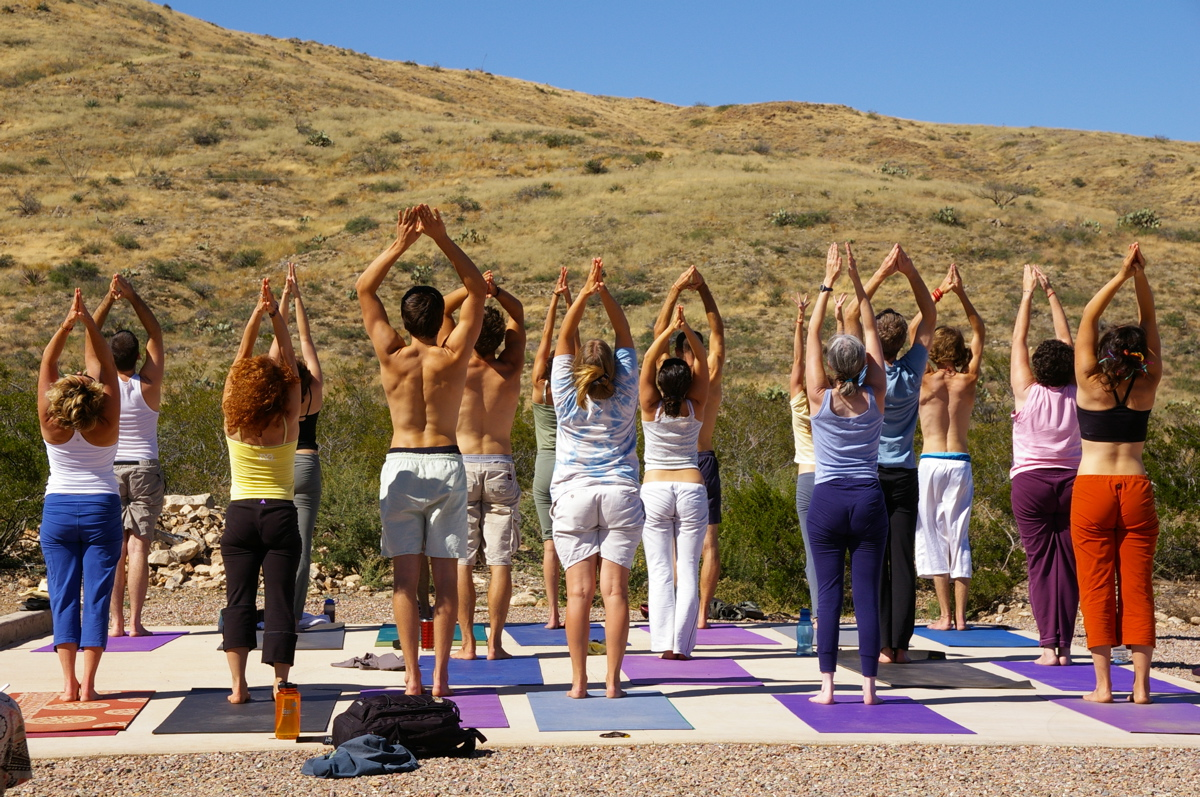
Hasta Utanásana

Hasta Utanásana  (हस्तउत्तानआसन) neboli Velbloud je jednou z ásan. 

## Etymologie
Název pochází ze sanskrtského slova hasta (हस्त) ruka, Utana (उत्तान) natažení, asana (आसन) posed/pozice.

## Popis
Stoj spojný (dotýkají se chodidla i kolena) a obě ruce vztyčit nahoru. Jde o pozici v Surya Namaskar.